# Bachia peruana
Espèce
Synonymes
- Cophias peruana Werner, 1901

Bachia peruana est une espèce de sauriens de la famille des Gymnophthalmidae.

## Répartition
Cette espèce se rencontre dans la province de Chanchamayo au Pérou et en Acre au Brésil.

## Étymologie
Son nom d'espèce lui a été donné en référence à son lieu de découverte, le Pérou.

## Publication originale
- Werner, 1901 : Reptilien und Batrachier aus Peru und Bolivien. Abhandlungen und Berichte des Zoologischen und Anthropologisch-Ethnographischen Museums zu Dresden, vol. 9, no 2, p. 1-14 (texte intégral).